# Зоневалде
Зоневалде (на немски: Sonnewalde, на долнолужишки език:Groźišćo) е град в Бранденбург, Германия, с 3319 жители (2015).
Зоневалде е споменат за пръв път в документ от 1255 г.
- Зоневалде
- Църквата в Зоневалде
- Дворец Зоневалде (1860)